# Società Sportiva Chieti 1958-1959
Questa voce raccoglie le informazioni riguardanti la Società Sportiva Chieti nelle competizioni ufficiali della stagione 1958-1959.

## Rosa
| N. |                   | Ruolo | Calciatore         |
| -- | ----------------- | ----- | ------------------ |
|    | Italia (bandiera) | P     | Ernesto Alicicco   |
|    | Italia (bandiera) | D     | Lariano Belli      |
|    | Italia (bandiera) | C     | Giancarlo Bigoni   |
|    | Italia (bandiera) |       | Cavallucci         |
|    | Italia (bandiera) | C     | Nino Frati         |
|    | Italia (bandiera) | C     | Vittorio Giannini  |
|    | Italia (bandiera) | C     | Giuseppe Mascherpa |
|    | Italia (bandiera) | D     | Rocco Melideo      |
|    | Italia (bandiera) | A     | Piero Merlo        |

| N. |                   | Ruolo | Calciatore         |
| -- | ----------------- | ----- | ------------------ |
|    | Italia (bandiera) | A     | Federico Olivieri  |
|    | Italia (bandiera) | A     | Luigi Orazi        |
|    | Italia (bandiera) | C     | Cesare Peruzzi     |
|    | Italia (bandiera) | C     | Radames Pizzolitto |
|    | Italia (bandiera) | P     | Sergio Rizzotto    |
|    | Italia (bandiera) | C     | Domenico Rosati    |
|    | Italia (bandiera) | D     | Enrico Spinosi     |
|    | Italia (bandiera) | C     | Eliseo Vascotto    |
|    | Italia (bandiera) | D     | Massimo Villa      |